# 志村要
志村 要（しむら かなめ、1959年4月1日 - ）は、日本で活動するミュージカル俳優および元特撮俳優である。山梨県出身。劇団四季所属、元劇団俳優座所属。

## 来歴
桐朋学園大学短期大学部卒業後は劇団俳優座に入団し俳優としてのキャリアをスタートさせ、以降舞台活動をしていた。2004年10月に劇団四季オーディションに合格し、劇団四季へ移籍する。以降ストレートプレイを中心に数多くの作品に出演している。

## 主な出演作品

### 舞台
- 解ってたまるか!（大濱茂、明石）
- 鹿鳴館（飛田天骨）
- この生命誰のもの（江間隆司）
- ハムレット（クローディアス）
- ウェストサイド物語（シュランク）
- クレイジー・フォー・ユー（ベラ・ザングラー、ランク）
- スルース (探偵)（アンドリュー・ワイク）
- ひばり（コーション）
- リトル・マーメイド（グリムスビー）
- エクウス（フランク・ストラング）
- アラジン（王（サルタン））
- 恋におちたシェイクスピア（フェニマン）
- カモメに飛ぶことを教えた猫（大佐）
- オペラ座の怪人（ムッシュー・ルフェーブル）

### テレビドラマ
- メタルヒーローシリーズ
  - 特警ウインスペクター 第15話「竜馬！正木を射て」（1990年5月13日、テレビ朝日系） - 勝田祐次 役
  - 特救指令ソルブレイン 第10話「わしら純情放火団」（1991年3月24日、テレビ朝日系）- 須藤正明 役
  - 特捜エクシードラフト （1992年2月2日 - 1993年1月24日、テレビ朝日系）- コンピューターボイス- 権藤 役
  - 特捜ロボジャンパーソン 第21話「挑戦！最強ロボ」（1993年6月20日、テレビ朝日系） - 氷室 役
  - 特捜ロボジャンパーソン 第22話「激突JP対GG」（1993年6月27日、テレビ朝日系） - 氷室 役
  - ブルースワット 第10話「ザ・ミッション」（1994年4月3日、テレビ朝日系） - 須藤浩一 役